# Jun (władca Korei)
Jun (kor. 준왕, chiń. 準王) – król (wang) starożytnej Korei panujący w latach 220–194 p.n.e.

## Rządy
Jun był ostatnim przedstawicielem dynastii nazywanej Hu-Joseon lub Gija Joseon, synem poprzedniego króla Bi. Według Kinyŏn-aram oraz Genealogii klanu Han miał panować przez 27 lat, co oznacza że objął rządy w Gojoseon około roku 220 p.n.e., w tym samym czasie gdy Qin Shi Huang ustanowił w Chinach cesarstwo. 
W 195 p.n.e. przyjął grupę zbrojnych z Yan pod dowództwem Wimana, dając im zadanie obrony północno-zachodniej rubieży królestwa. Jednakże około roku później Wiman wkroczył z wojskiem do stolicy i przejął tron. W tej sytuacji Jun uciekł na południe do kraju Jin (진), gdzie objął rządy nad plemiennym państwem Mahan (마한, 馬韓).
Wzmianki o nim znajdują się w chińskich Zapiskach historycznych, a także w koreańskich tekstach m.in. Jewang un’gi, Koryŏsa i w Kronikach Króla Sedzonga.